# Vườn quốc gia Boodjamulla
Vườn quốc gia Boodjamulla là một vườn quốc gia ở Queensland, Úc. Tên gọi trước đây gọi là Vườn quốc gia Lawn Hill, vườn quốc gia này tọa lạc ở khu vực Vịnh Quốc gia Tây Bắc Queensland, Australia. Vườn quốc gia có cự ly 340 km (211 dặm) phía tây bắc của núi Isa hoặc 1.837 km (1.141 dặm) về phía tây bắc Brisbane.
Các điểm thu hút chính trong công viên là những dãy đá sa thạch với những hẻm núi sâu và cao nguyên đá vôi với các lĩnh vực quan trọng hóa thạch. Cảnh quan hấp dẫn khác bao gồm các vùng nước xanh, thảm thực vật tươi tốt và khu vực chèo thuyền. Xung quanh vườn quốc gia này có nhiều mỏ cho thăm dò khoáng sản khai thác trong tương lai.